# Station Ville-de-Mont-Royal
Cet article concerne la gare. Pour la ville de Mont-Royal, voir Mont-Royal (Québec). Pour les autres significations, voir Mont-Royal.
Ne doit pas être confondu avec Mont-Royal (métro de Montréal).
La station Ville-de-Mont-Royal est une future station du Réseau express métropolitain située à Mont-Royal dans l'agglomération de Montréal. 
Elle remplace la gare Mont-Royal, qui était desservie par les lignes de trains de banlieue Deux-Montagnes et Mascouche. Cette gare a été fermée le 11 mai 2020 pour être transformée et devenir en 2025 la station Ville-de-Mont-Royal du Réseau express métropolitain

## Origine du nom
Initialement appelée gare Mont-Royal, entre 1918 et 2020, elle est située dans Ville de Mont-Royal. En 2020, elle sera renommée Ville-de-Mont-Royal pour la différencier de la station Mont-Royal de la ligne orange du métro de Montréal.
Elle rouvrira en 2025 en tant que station du Réseau express métropolitain (REM).